# Alianza Jesús María, Social, Aérea y Deportiva
Alianza Jesús María, Social, Aérea y Deportiva, más conocido como Alianza Jesús María es una institución deportiva de la ciudad de Jesús María, Córdoba, Argentina. En la actualidad el club desarrolla varias disciplinas deportivas no habiendo una principal, hay fútbol tanto masculino como femenino, basquet, hockey sobre césped, voleibol, gimnasia artística, arquería, escuela de verano con pileta, escuela de patín.

## Historia
El club surge tras la fusión de tres otras instituciones de la misma ciudad las cuales estaban en crisis, Ferro Postal, Centro Sociedad Italiana y Club Atlético Talleres, a las que más tarde se le sumó una cuarta, el Aero Club Jesús María.
Tras recibir apoyo del municipio local, que mediante una donación sede donde actualmente se erige la sede, se enfoca en la práctica del básquet y del voleibol, este último siendo el deporte con mayor proyección, ya que en 2001 logra el ascenso a la máxima categoría nacional.
Voleibol

### Primera etapa en Liga A1
La primera edición en la máxima categoría de vóley que disputó fue la Liga 2001-02. Tras terminar octavo, disputó la reclasificación con Obras de San Juan, donde ganó 2 a 1 y cayó en cuartos de final ante Rojas Scholem 3 a 2.
En su segunda temporada el equipo terminó tercero y disputó, además de los play-offs, el «Torneo Súper 4». El torneo se disputó en el Luna Park y Alianza terminó tercero. Luego, en play-offs venció a Club de Amigos en cinco partidos y luego cayó con Bolívar Signia en cuatro encuentros. En la temporada 2003-04 el equipo finalizó décimo, sin acceder a play offs pero salvando la categoría.
En la Liga A1 de Vóley 2004-05 el equipo finalizó octavo y accedió a los play-offs, donde quedó eliminado en la primera ronda ante Rosario Sonder en tres partidos.
En la temporada 2005-06, bajo el nombre de «Alianza Córdoba Deportes», llegó hasta las semifinales. Tras terminar en la quinta posición, eliminó a Misiones Vóley en cuartos de final en cuatro partidos, y en semifinales cayó ante Rosario Sonder, el mejor equipo de la fase regular, en cinco encuentros. A pesar de ese gran resultado, el equipo cedió su plaza a Belgrano de Córdoba para la siguiente temporada una vez finalizada la Copa ACLAV 2006 por problemas económicos, marcando así el fin de cinco temporadas en la máxima categoría de manera ininterrumpida.

### Vuelta al vóley nacional
En 2014 y tras la iniciativa de nuevos dirigentes el club volvió a practicar vóley con la intención de llegar a la máxima categoría. Tras sortear las distintas fases regionales y nacionales, incluso habiendo organizado los triangulares de cuartos de final y semifinales, en marzo de 2015 ganó nuevamente el ascenso a la máxima categoría tras vencer a River Plate en Buenos Aires en una serie que se definió en el segundo partido. El primer encuentro, en Jesús María, había sido favorable a Alianza 3 a 1, mientras que en Núñez terminaron 3 a 2, también para el elenco cordobés.
En la temporada 2015-16 el equipo formó una alianza con el Municipio de La Calera, pasando a llamarse «Alianza Jesús María-La Calera» y disputando algunos encuentros en el estadio del Club La Calera. El primer torneo que jugó fue la Copa ACLAV, donde integró el grupo 2 que se jugó en el Estadio República de Venezuela, en San Carlos de Bolívar, con el equipo local Personal Bolívar, UNTreF Vóley y PSM Vóley. Alianza terminó tercero del grupo tras ganarle solamente a UNTreF Vóley y quedó eliminado de la copa. En la liga argentina ganó tan solo cuatro partidos de veinte y quedó décimo y fuera de los play-offs. Tras la fase regular se disputó la «Copa Argentina» con aquellos equipos que quedaron eliminados en cuartos de final y los que no accedieron a la postemporada. Tras sortear el triangular inicial, quedó eliminado en la segunda fase del torneo.
En la temporada 2016-17 llegó a la final de la Copa ACLAV 2016 donde cayó ante Lomas Vóley. En la liga alcanzó el séptimo lugar y quedó eliminado en cuartos de final ante Ciudad Vóley. En 2017 dejó de participar en la máxima categoría por falta de presupuesto.
Hockey
El hockey como actividad deportiva federada comienza en el año 2023 con la incorporación al club del hockey de Baguales Rugby Club, antes Asociación Educativa Pío Leon donde comienza el hockey federativo en el año 2013 compitiendo en inicialmente en Damas C como Hockey Pio Leon durante un año, luego varios años en Damas B2 como Hockey Pio Leon , vuelve a Damas C primeramente como Hockey Pío Leon y dos años como Baguales Rugby Club y desde el año 2023 ya como Alianza en Damas B3. La Institución inauguró en agosto de 2024 su cancha con piso de césped sintético siendo la primera del norte cordobés. Como disciplina tiene ganado el campeonato de menores en el primer año de participación en Damas C, otro en menores durante su participación en Damas B2, un título en Intermedia en Damas C y otro en menores ya como Alianza en Damas B3. https://www.facebook.com/hockey.alianza23 https://www.instagram.com/hockey_alianza23/

## Instalaciones
El club cuenta con tres espacios, la sede central ubicada en la calle Abel Figueroa n.º 75 de Jesús María, detrás del Anfiteatro de Doma y Folklore, donde están las canchas de basquet y voleibol con techo cubierto y la cancha de hockey sobre césped, el Estadio Gilfredo Rosotti -30.98496302734984, -64.09108240237121 donde hace de local el fútbol y el predio del Aeroclub de Jesús María donde entrena el fútbol -30.98715172049885, -64.08062693808834 

## Datos del equipo
En torneos nacionales
- Temporadas en primera división: 7 (2001-02 a 2005-06, 2015-16 y 2016-17)
  - Mejor puesto en la liga: semifinalista (2005-06)
  - Peor puesto en la liga: 10.° (2003-04)
- Participaciones en Copa ACLAV: 4 (2005, 2006, 2015 y 2016)
  - Mejor puesto en la copa: subcampeón (2016)
- Temporadas en segunda división: 2 (2000-01, 2015-16)
  - Mejor puesto en la liga: campeón (2000-01, 2015-16)

## Palmarés
Campeón de segunda división
TNA 2001-02
Liga A2 2014-15